# Ariana Afghan Airlines
Ariana Afghan Airlines Co. Ltd. (tiếng Pashtun: د آريانا افغان هوايي شرکت; tiếng Dari: هواپیمایی آریانا) hay Ariana, là hãng hàng không quốc gia và cũng là hãng hàng không lớn nhất của Afghanistan. Thành lập năm 1955, Ariana là hãng hàng không lâu đời nhất quốc gia và là hãng quốc doanh. Hãng hàng không có trụ sở chính tại sân bay quốc tế Hamid Karzai, kết nối các chuyến bay đi quốc nội và quốc tế đến các quốc như Trung Quốc, Ấn Độ, Nga, Ả rập Saudi, Thổ Nhĩ Kỳ, và UAE. Trụ sở chính của hãng được đặt tại quận Shāre Naw, Kabul. Ariana Afghan Airlines hiện đang nằm trong danh sách các hãng hàng không bị Liên minh châu Âu cấm từ Tháng 10 năm 2006.

## Lịch sử

### Những năm đầu

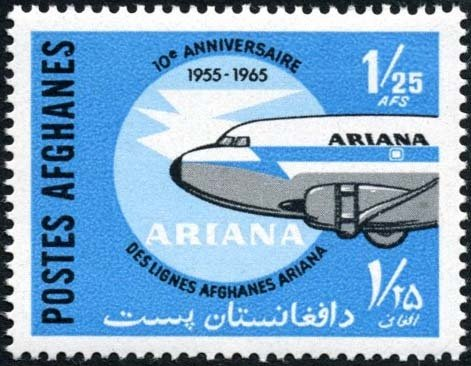
Tem kỷ niệm 10 năm thành lập của Ariana.

Thành lập vào ngày 27 tháng 1, 1955. Tên ban đầu là Aryana Airlines với sự hỗ trợ của công ty Indamer Co. Ltd., (nắm giữ 49% cổ phần), trong khi đó phần còn lại thuộc sở hữu của quốc gia. Ban đầu, hãng chỉ nối các đường bay quốc tế tới Bahrain, Ấn Độ, Iran, và Lebanon, với đội bay gồm 3 chiếc Douglas DC-3s. Năm 1957, Pan American World Airways mua lại 49% cổ phần từ Indamer. Cùng năm, hãng cũng bắt đầu bay các đường bay quốc nội. Từ Tháng 4 năm 1960, đội bay gồm 3 chiếc DC-3s được sử dụng để bay từ Kabul tới Amritsar, Delhi, Jeddah, và Karachi, và một số đường bay quốc nội, trong khi đó chiếc DC-4 được sử dụng để bay chặng Kabul–Kandahar–Tehran–Damascus–Beirut–Ankara–Prague–Frankfurt, hay còn được gọi là chặng "Marco Polo". Vào đầu những năm 1960s, 1.100.000 đô la Mỹ (11.000.000 đô la Mỹ vào năm 2022) của US đã được đổ vào Afghanistan để tư bản hóa công ty.

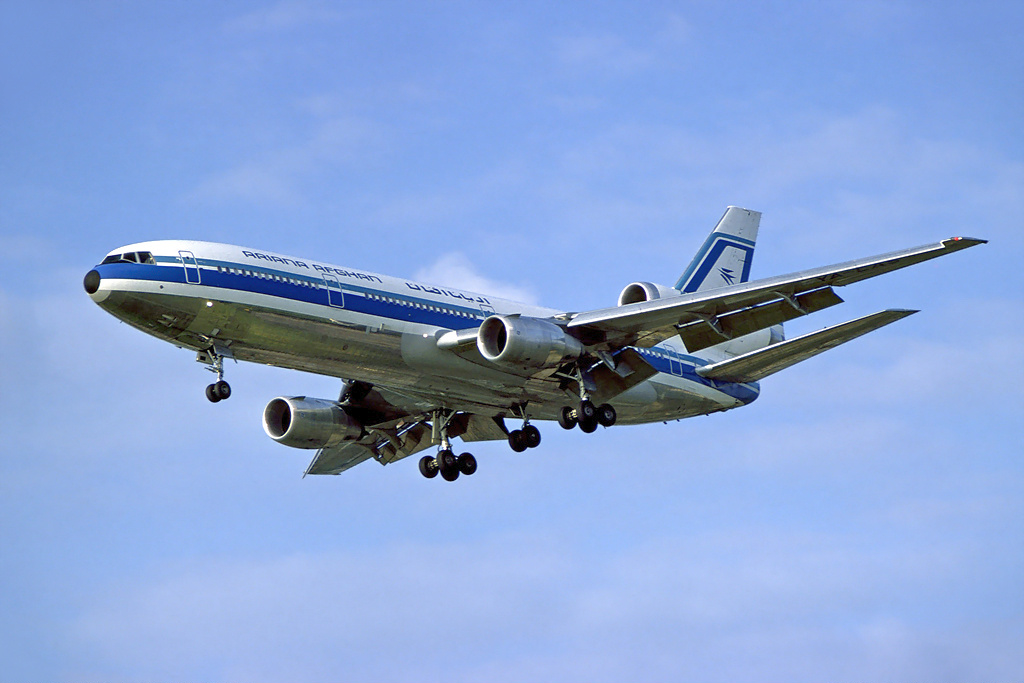
Một chiếc DC-10-30 của hãng được nhìn thấy khi tiếp cận Sân bay London Heathrow vào năm 1980. Trong suốt lịch sử của mình, hãng đã vận hành một chiếc máy bay duy nhất thuộc loại này, và nó đã được bán vào giữa những năm 1980, sau cuộc xâm lược Afghanistan của Liên Xô.

Tháng 3 năm 1970, hãng có 650 nhân viên. Lúc này, hãng sở hữu đội bay gồm 1 chiếc Boeing 727-100C, 1 chiếc CV-440, 1 chiếc DC-3 và 2 chiếc Douglas DC-6s chủ yếu bay đi khu vực Trung Đông, Ấn Độ, Pakistan, Liên Xô, và Istanbul, Frankfurt, và London. Còn các chặng bay quốc nội được khai thác bởi Bakhtar Alwatana - công ty quốc doanh thành lập năm 1967.
Tháng 10 năm 1979 hãng nhận tàu bay thân rộng đầu tiên, chiếc McDonnell Douglas DC-10-30. Tháng 3 năm 1985 đội bay của hãng gồm chiếc DC-10 và hai chiếc Boeing 727-100Cs. Những năm giữa thập niên 1980s, giữa lúc chiến tranh Liên Xô - Afgan, hãng bị ép bán chiếc DC-10 cho British Caledonian vì Liên Xô muốn hãng phải sử dụng loại tàu bay Tupolev Tu-154 thay thế. Tháng 10 năm 1985 Bakhtar Afghan Airlines, trở thành hãng hàng không quốc gia mới. Tháng 2 năm 1988, Bakhtar hợp nhất với Ariana, điều này làm hãng trở lại làm hãng hàng không quốc gia và khai thác cả chặng quốc nội lẫn quốc ngoại.

### Thời kỳ khủng hoảng

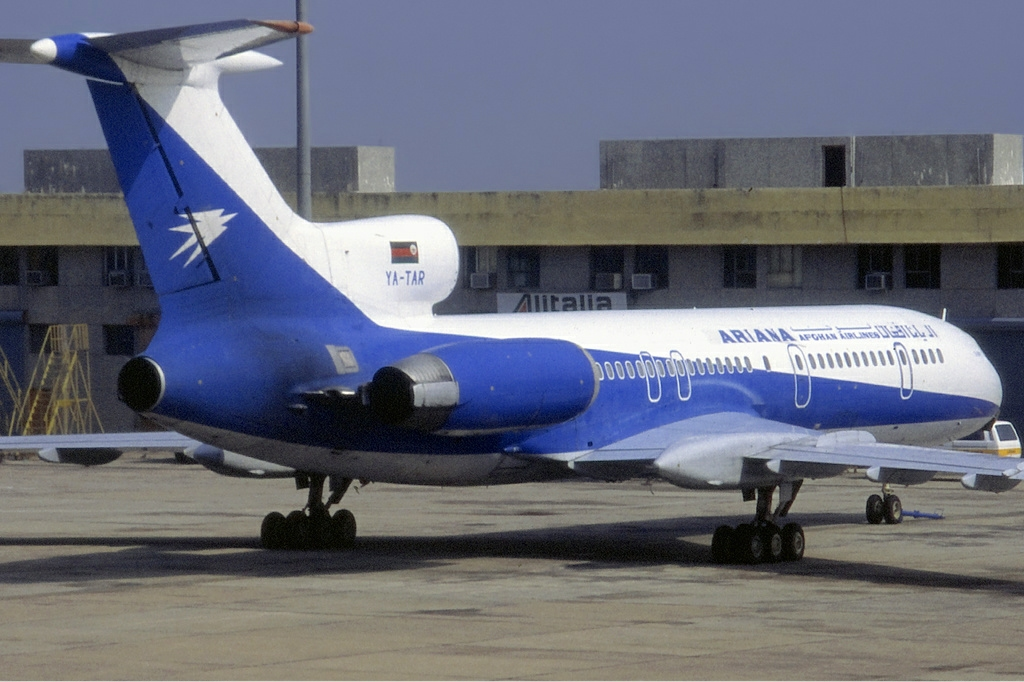
Chiếc Tupolev Tu-154M của Ariana Afghan Airlines năm 1992

Sau khi Kabul thất thủ vào năm 1996 và Tiểu vương quốc Hồi giáo Afghanistan được thành lập, nhà nước do Taliban thành lập phải đối mặt với các lệnh trừng phạt kinh tế đến từ các quốc gia phương Tây. Các lệnh trừng phạt kèm theo hãng bị chính quyền Taliban quản lý và chấm dứt hết các hoạt động bay quốc tế đã gây ra tác động lớn với thu nhập của công ty. Đội bay rút lại chỉ còn một ít máy bay do Nga và Ukraine sản xuất: An-26s, Yakovlev Yak-40s và 3 chiếc Boeing 727s được sử dụng cho các chặng bay nội địa dài. Tháng 10/1996, Pakistan đã cho phép hãng có thể sữa chữa máy bay tại Karachi. Năm 1999, đường bay quốc tế duy nhất của hãng là tới Dubai và một số chuyến bay chở hàng tới Trung Quốc. Tuy nhiên lệnh trừng phạt do Nghị quyết 1267 của Hội đồng Bảo an Liên hợp quốc vào tháng 11/1999 ép buộc hãng phải ngừng các hoạt động khai thác tại nước ngoài. Tháng 11/2011, hãng bị buộc phải ngừng bay.
Theo tờ Los Angeles Times:
Với sự trợ giúp của Taliban, Bin Laden đã cướp lấy Ariana, hãng hàng không quốc gia của Afghanistan. Trong vòng bốn năm qua, các cựu cố vấn Mỹ và các quan chức Afghanistan lưu vong: cáo buộc Ariana vận chuyển các chiến binh Hồi giáo, vũ khí, tiền mặt và thuốc phiện qua Các Tiểu vương quốc Ả Rập Thống nhất và Pakistan.

Theo những người được Los Angeles Times phỏng vấn, trùm buôn vũ khí Viktor Bout bị cáo buộc giúp điều hành hãng hàng không.

### Thế kỉ 21

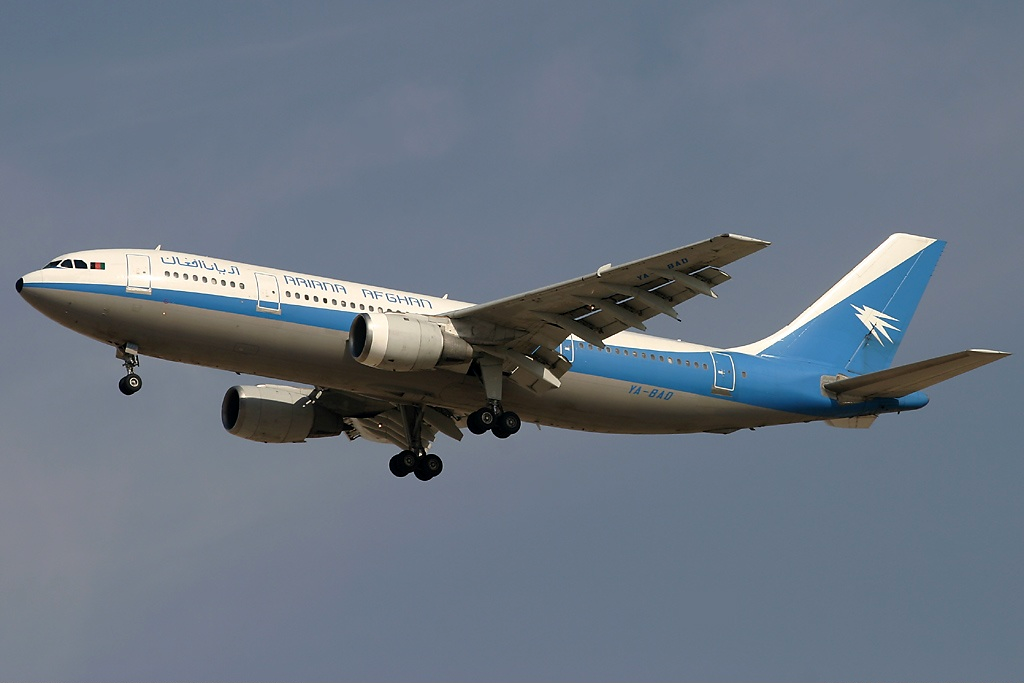
Ariana Afghan Airlines Airbus A300B4-200 tiếp cận sân bay quốc tế Dubai năm 2004. Với số đăng bạ YA-BAD chiếc máy bay này gặp phải tai nạn tại sân bay Atatürk vào.

Sau khi chính phủ Taliban bị lật đổ sau Chiến dịch Tự do Bền vững, Tháng 12 năm 2001 hãng bắt đầu khôi phục lại các hoạt động bay. Một tháng sau, lệnh trừng phạt của Liên Hợp Quốc được dỡ bỏ, cho phép hãng có thể khôi phục các tuyến bay quốc tế. Năm 2002, Chính phủ Ấn Độ tặng hãng ba chiếc Airbus A300 cũ của Air India. Chuyến bay quốc tế đầu tiên của Ariana kể từ năm 1999 đã hạ cánh xuống Sân bay Quốc tế Indira Gandhi vào tháng 1, 2002, tiếp đó là các đường bay đến Pakistan và Đức lần lượt vào tháng 6 và tháng 10 cùng năm. Năm 2005, Ấn Độ ký thỏa thuận hợp tác hàng không với Afghanistan: Air India sẽ đào tạo nhân viên cho Ariana.
Mọi chuyến bay thương mại của hãng đã bị hủy ngay sau khi Taliban tiếp quản thủ đô Kabul vào năm 2021. Các chuyến bay nội địa được khôi phục vào tháng 9.

#### Lệnh cấm của Liên minh Châu Âu
Do các quy định về an toàn, Ariana gần như bị cấm bay vào không phận Liên minh châu Âu kể từ tháng 3, 2006, Ủy ban châu Âu chỉ cho phép một chiếc Airbus A310 mang số đăng bạ của Pháp vào các quốc gia thành viên; Vào tháng 11, 2010 , tất cả các máy bay mang số đăng bạ của Afghanistan đều bị cấm hoạt động tại Liên minh Châu Âu. Hiện hãng vẫn đang trong danh sách cấm bay.

## Đội bay

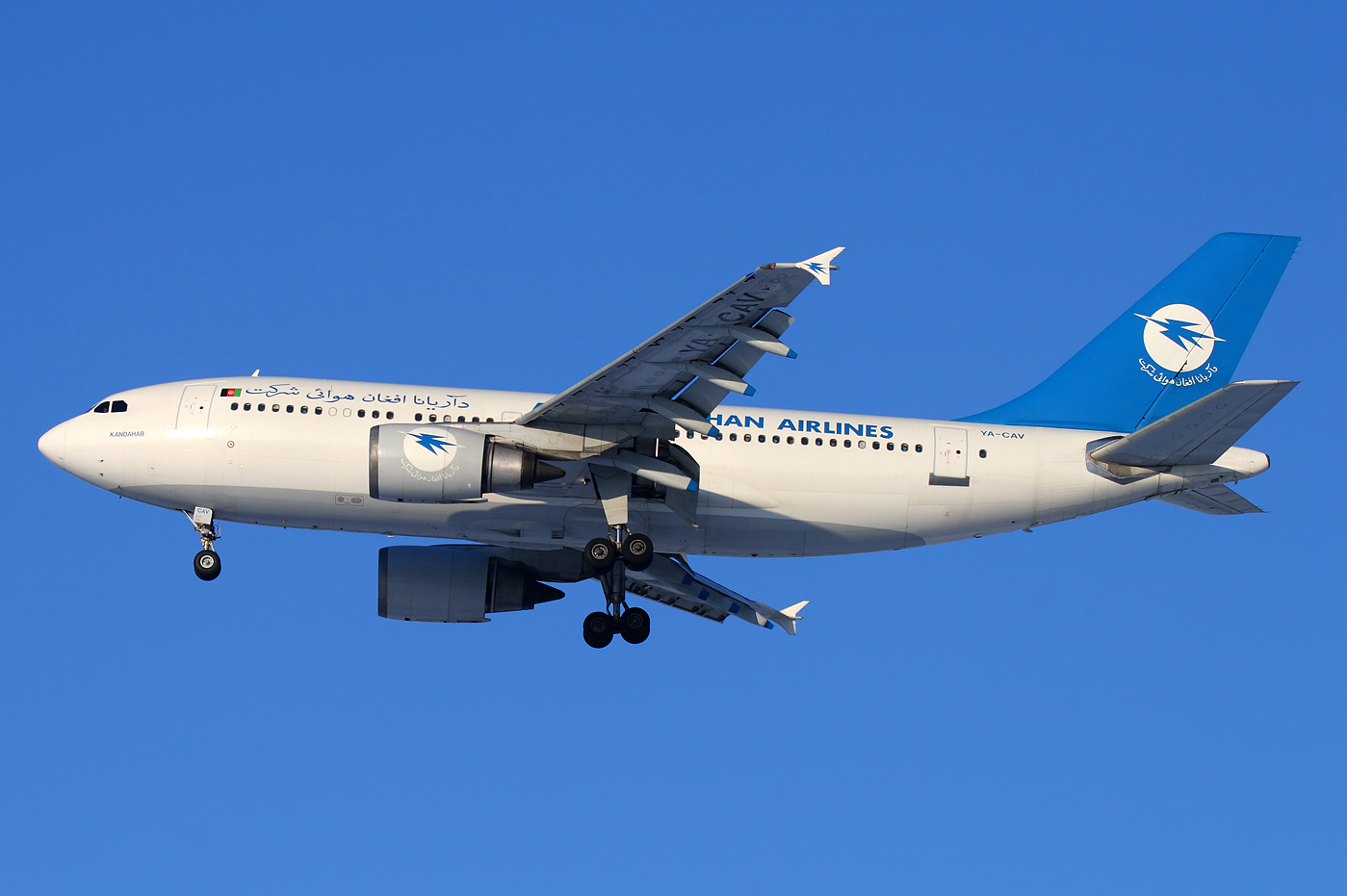
Ariana Afghan Airlines Airbus A310-300

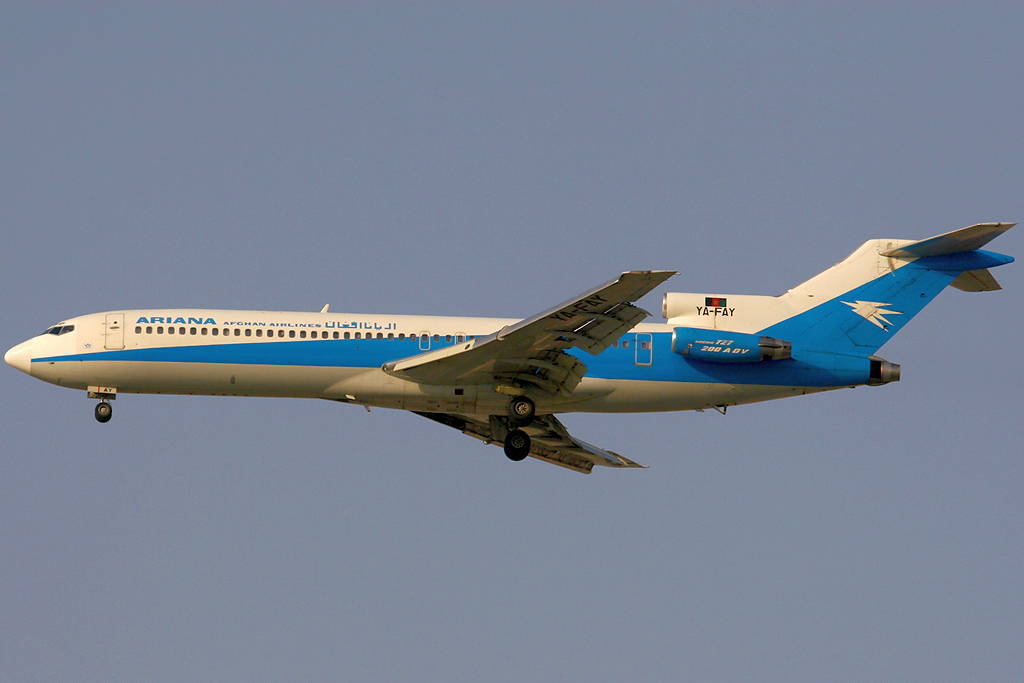
Ariana Afghan Airlines Boeing 727-200 Advanced

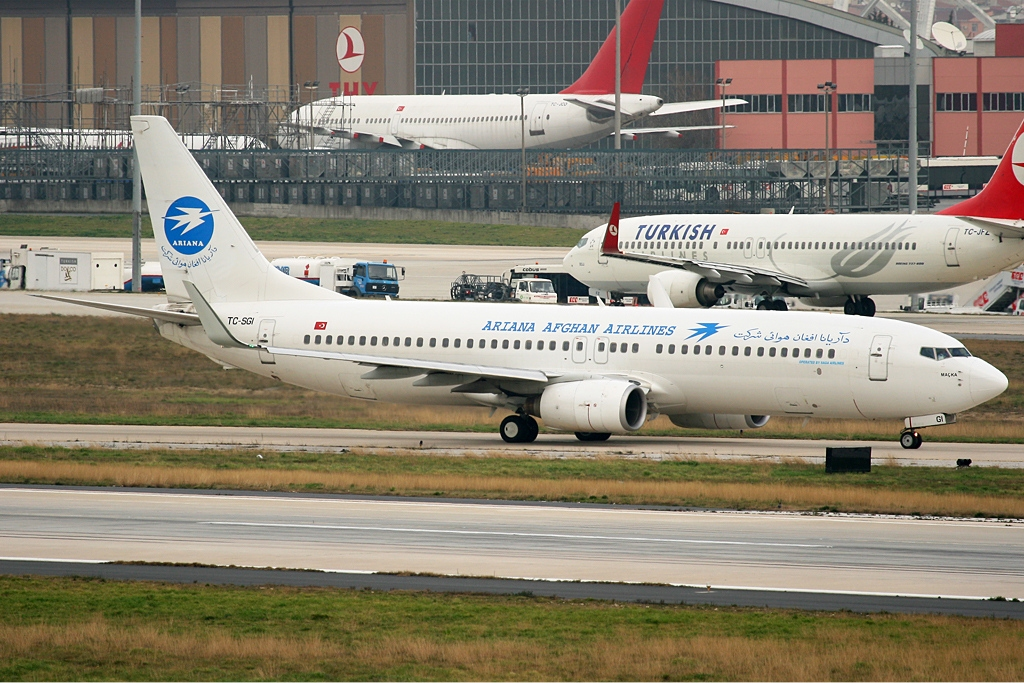
Ariana Afghan Airlines Boeing 737-800

### Hiện tại
Tính đến  tháng 8 năm 2019 hãng Ariana Afghan Airlines bao gồm các loại tàu bay sau đây:
| Loại máy bay    | Hoạt động | Đặt hàng | Hành khách | Hành khách | Hành khách | Ghi chú |
| Loại máy bay    | Hoạt động | Đặt hàng | C          | Y          | Tổng       | Ghi chú |
| --------------- | --------- | -------- | ---------- | ---------- | ---------- | ------- |
| Airbus A310-300 | 2         | —        | 18         | 192        | 210        |         |
| Airbus A310-300 | 2         | —        | —          | 237        | 237        |         |
| Boeing 737-400  | 2         | —        | 8          | 134        | 142        |         |
| Boeing 737-500  | 1         | —        | Không biết | Không biết | Không biết |         |
| Total           | 5         | —        |            |            |            |         |

### Đã nghỉ hưu
Ariana đã từng sử dụng các loại tàu bay này:
- Airbus A300B4
- Airbus A310-200
- Airbus A320-200
- Airbus A321-100
- Antonov An-12BP
- Antonov An-12T
- Antonov An-24
- Antonov An-24B
- Antonov An-24RV
- Antonov An-26
- Antonov An-26B
- Boeing 707-120B
- Boeing 707-320C
- Boeing 720B
- Boeing 727-100C
- Boeing 727-200
- Boeing 727-200F
- Boeing 737-300
- Boeing 737-800
- Boeing 747-200B
- Boeing 757-200
- Convair CV-440
- Douglas C-47
- Douglas C-47A
- Douglas C-54B
- Douglas C-54G
- Douglas DC-4
- Douglas DC-6A
- McDonnell Douglas DC-10-30
- Tupolev Tu-134
- Tupolev Tu-154B
- Tupolev Tu-154M
- Yakovlev Yak-40